# José Casimiro Carteado Mena
José Casimiro Carteado Mena (Darque, 02 de outubro de 1876 — Darque, 20 de março de 1949) foi um médico militar português, pioneiro da radiologia clínica.

## Biografia
Foi um pioneiro na área da radiologia clínica. Seu nome está registrado no Livro de Honra dos Radiologistas de Todas as Nações e consequentemente gravado no Monumento da Radiologia em Hamburgo, Alemanha.